# シュリ・チンモイ

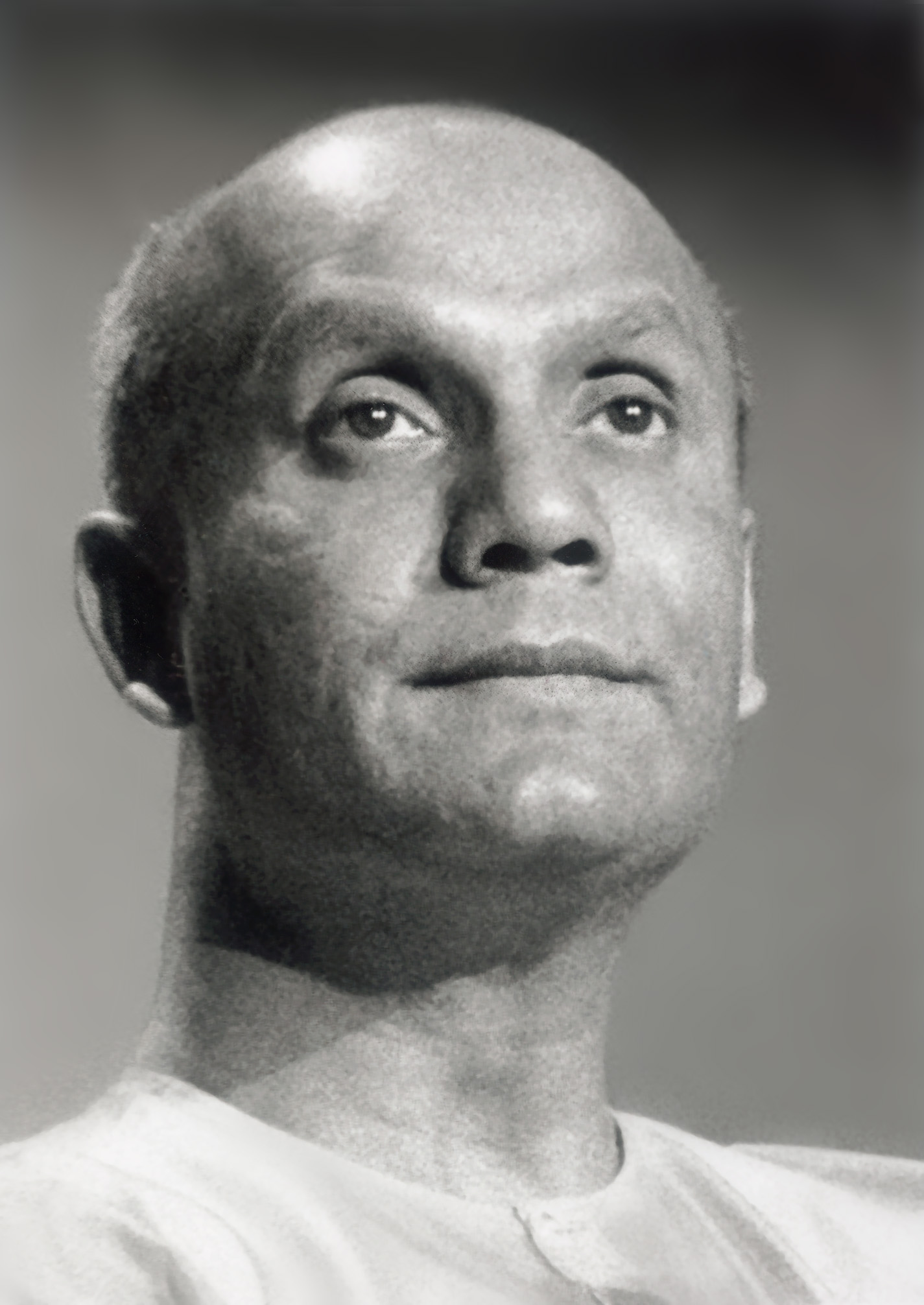
シュリ・チンモイ

シュリ・チンモイ（Sri Chinmoy、フルネーム：チンモイ・クマル・ゴーシュ (Chinmoy Kumar Ghose) 、1931年8月27日 - 2007年10月11日）は、インドのベンガル地方出身で、1964年にアメリカ合衆国のニューヨークへ移住したヨーガ指導者。宗教家、哲学者、文筆家、アスリート、作曲家及び演奏家、霊性の導師（グル）である。
アルジュナの化身を自称。著名な弟子にカール・ルイスや1970年代にはギタリストのカルロス・サンタナや同じくギタリストのジョン・マクラフリンが師事していた。
多数の音楽、絵画、文学を創造し、世界各地でコンサート（数多くの楽器の演奏）、公開瞑想、講演活動などを無料で行った。

## 来歴

### インド時代（1931年-1964年）
チンモイは、インド東ベンガル州チッタゴン地区（現在のバングラデシュチッタゴン管区）のシャクプラ村に7人兄弟の末っ子として生まれた。彼の父親は、元鉄道検札係の銀行家でシャシ・クマル・ゴーシュ (Shashi Kumar Ghose) といい、母親は信心深い気質の主婦でヨーガマヤ・ゴーシュ (Yogamaya Ghose) といった。
1943年に彼は、父親を病気で亡くし、その数ヵ月後には母親も病気で亡くす。孤児になった彼は、1944年12歳の頃、兄弟姉妹を伴い、南インドのポンディシェリにある（既に、兄の Hriday とチッタ (Chitta) が存在を定着させている）シュリ・オーロビンド・アシュラムに入り、オーロビンド・ゴーシュの弟子となる。そこで、彼は瞑想を含む霊性修行を行い、陸上競技の練習やベンガル語と英語の勉強をしたり、アシュラムの小さな工場で働くなどをして、20年を過ごす。10代と20代は、彼は短距離選手と十種競技選手でもあった。
1955年、彼は、アシュラムの管理を行いベンガル語の文書記事を英語に翻訳しているノーリニ・カンタ・グプタ (Nolini Kanta Gupta) の秘書になる。彼もまた、インドの霊性の導師についての記事を発表したり、自身のノートに詩や歌やアシュラムでの生活の感想を記し続けた。

### 西へ
1964年4月13日、彼が33歳の頃、アメリカ人後援者の招聘を受け、西側諸国の人々に霊的指導を行う目的で、ニューヨークに移住した。移住した最初の1年間、インド領事館のLL・メヘロートラー (LL Mehrotra) の下で、パスポートとビザ発行の部署のアシスタントとして働く。1965年に、グッゲンハイム美術館に招待され、アジア協会の後援を受け、3曲の曲を演奏した。その年の後半、彼は月刊AUM誌を出版し始める。1966年7月22日、彼は、のちに世界約60ヶ国に100以上設立することになるところの、彼の霊的哲学や瞑想などを指導し、適度の梵行（禁欲）生活を実践するための「シュリ・チンモイ・センター」の最初のセンターをプエルトリコのサンフアンに創設した。この頃から「シュリ・チンモイ」と名乗るようになったと思われる。
1968年から1970年にかけて、彼はイェール大学、ハーバード大学、コーネル大学、ブランダイス大学、ダートマス大学、そしてニュースクールフォーソーシャルリサーチで講演を行った。 その後、日本と極東を初訪問。1970年4月に、彼は国連においてピース・メディテーション（公開瞑想）の主催を始める。以後毎週定期的に、宗派を超えた人々の奉仕に支えられたNGOによって、国連の各国代表やスタッフ向けに、公開瞑想が催され続けている。1970年後半には、彼は初めてヨーロッパを訪れ、オックスフォード大学とケンブリッジ大学での講演等を行った。1971年までに、当時の事務総長タントの支持で、彼は国連のダグ・ハマーショルド講堂 (Dag Hammarskjold Auditorium) で毎月の講義を開始する。
彼は、外遊の先々で講演を行い、新しいシュリ・チンモイ・センターを設立し、多数の活動に専念し続けた。1975年4月に、彼はジョン・F・ケネディの記念のために、ハーバード神学学校で一連の7つの講演を行った。彼は、同年7月の国立記念日に国連の祈念式典において、また、1976年4月にそれに類似した式典において、オープニング・メディテーションを提供した。1978年9月に、彼は彼の古い上司であるLLメヘロートラーと再会。その後、LL・メヘロートラーはサンフランシスコでインドのコンサルタントの要職に就いた。

### 博愛主義に基づくスポーツプログラム
1977年にチンモイは、マラソン、水泳、サイクリング、イベント等を世界中で開催する目的で、シュリ・チンモイ・マラソンチームを設立した。1976年には最初の活動として、33人のランナーがアメリカ50州、約14162kmを7週間掛けてリレーを行い、アメリカの200年祭を祝う「リバティー・トーチ・リレー」が計画される。リレーの最後のランナーは、ニューヨーク市にて、当時のエイブラハム・ビーム (Abraham Beame) 市長によって出迎えられた。彼は、1976年8月16日を「リバティー・トーチの日」と宣言した。このコンセプトは、1987年には、国際的なピース・ラン（後にワールド・ハーモニー・ランに名称変更）になるまでに拡大し、通常2年ごとに開催された。
全てのチンモイの平和の先導に共通しているのは、それが何かに対する抗議であるとか政治運動を含むものではないということである。ただ、「平和は私から始める」というスローガンを基調とした、平和の必要性について、人類の意識を高める努力することのみだという。

### 最近の活動、そして死
1993年、シカゴでの世界宗教会議の初の本会議に招待され、沈黙の瞑想を行った。そして2004年、バルセロナにおいても同様に行った。
同年（1993年）、ヴィヴェーカーナンダが世界宗教会議に出席して100年の節目を記念して、彼は春から夏に掛けて、地上におけるヴィヴェーカーナンダの39年間の歩みに、39のコンサートを捧げた（セント・ピーター教会とクライスト・アンド・セント・スティーブン教会と Bharatiya Vidya Bhavan でのニューヨークコンサートを含む）。
2007年10月11日、心筋梗塞により76歳で死去。

## 主な著書
- 『ハイアー・メディテーション - 内なる自己への旅』 山原春代・野田友裕・三宅慶子・西尾武彦訳、たま出版、1992年3月